# Királynépe
Királynépe (szlovákul: Kráľovce) község Szlovákiában, a Kassai kerület Kassa-környéki járásában.

## Fekvése
Kassától 11 km-re északkeletre, a Tarca bal partján fekszik.

## Története
1260-ban említik először.
A 18. század végén Vályi András így ír róla: „KIRÁLYNÉP. Kralovcze. Elegyes falu Abaúj Várm. földes Ura G. Bakóczy Uraság, lakosai katolikusok, és másfélék, fekszik Lapispataknak szomszédságában, és annak filiája, határjának 2/3 része valamennyire soványas, épűletre való fája nints, és az víz áradások is károkat okoznak határjában.”
Fényes Elek 1851-ben kiadott geográfiai szótárában így ír a faluról: „Királynép (Kralowce), Abauj m., tót-orosz falu, Sáros vgye szélén: 241 r. kath. 114 g. k. 82 evang., 11 ref. 12 zsidó lak. Görög kath. szentegyház. Határának egy részét a Tarcza gyakran elönti. F. u. gr. Barkóczy. Ut. p. Kassa.”
Borovszky Samu monográfiasorozatának Abaúj-Torna vármegyét tárgyaló része szerint: „...Az innen északra, a vármegye határáig menő s Budamérnél az eperjesi országuttal csatlakozó községi út mentén sűrü egymásutánban, 2-3 kilométernyi közökben négy helységet érünk. Ezek: Benyék, Vajkócz, Haraszti, Királynépe. [...] a Sárosmegyével határos Királynépén 64 ház és 421 magyar és tót lakos. Postája mind a négynek Rozgony; táviróállomásuk Kassa.”
A trianoni diktátumig Abaúj-Torna vármegye Kassai járásához tartozott.

## Népessége
| Év:            | 1994. | 2004.    | 2014.   | 2024.   |
| -------------- | ----- | -------- | ------- | ------- |
| Emberek száma: | 938   | 1080     | 1129    | 1154    |
| Eltérés:       |       | +15,13 % | +4,53 % | +2,21 % |

| Év:            | 2023. | 2024.   |
| -------------- | ----- | ------- |
| Emberek száma: | 1170  | 1154    |
| Eltérés:       |       | -1,36 % |

1910-ben 446-an, többségében szlovákok lakták, jelentős magyar kisebbséggel.
2001-ben 1006 lakosából 884 szlovák és 104 cigány volt.
2011-ben 1094 lakosából 947 szlovák és 14 cigány.